# Оборона Доростола
Оборона Доростола — сражения в апреле-июле 971 года между войском Святослава, князя Киевского, и армией Византийской империи у крепости Доростол, которыми завершилась серия походов князя Святослава Игоревича в Болгарию и Византию. В результате сражений князь Святослав был вынужден заключить мир с Византией и покинуть Балканы.

## Предыстория
В результате боевых действий в 970 году, получив дань и заключив мирный договор с Византией (по мнению Сахарова мирный договор и выплаченная дань были лишь отвлекающим манёвром византийцев; в средневековых источниках упоминается лишь мирный договор 971 года, положивший конец всей войне) Святослав возвратился в Переяславец. Причиной этому послужили большие потери среди войска и малая численность оставшейся боеспособной дружины:

«Как бы не убили какой-нибудь хитростью и дружину мою, и меня»…так как многие погибли в боях…"Пойду на Русь, приведу ещё дружины… Если не заключим мир с царем и узнает царь, что нас мало, то придут и осадят нас в городе. А Русская земля далеко, а печенеги нам враждебны, и кто нам поможет? Заключим же с царем мир: ведь они уже обязались платить нам дань, — того с нас и хватит. Если же перестанут нам платить дань, то снова из Руси, собрав множество воинов, пойдем на Царьград".— 
Дальнейший ход военных операций русскому летописцу неизвестен.
По одной из версий, Святослав посылал на Русь за пополнением для своего войска. По мнению некоторых авторов, к Святославу прибыло из Киева небольшое пополнение, так как сам он не уходил за новой дружиной и продолжал несколько месяцев совершать небольшие набеги на византийцев во Фракии.
В ноябре 970 года в Византии был подавлен мятеж Варды Фоки Младшего, и правительственные войска под командованием Варды Склира вернулись в Македонию и Фракию, где расположились на зимних квартирах.

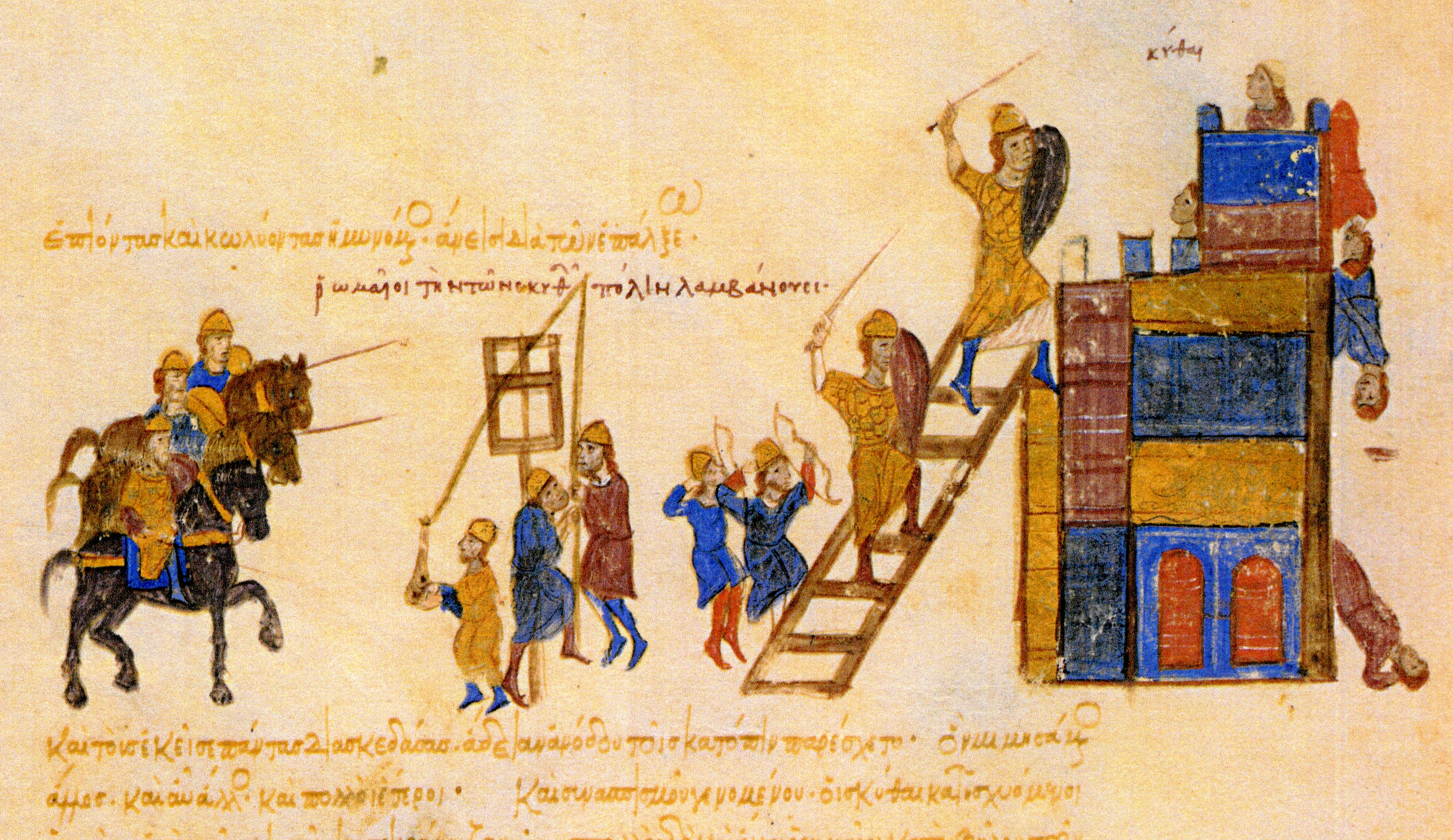
Греки штурмуют Преслав. Из осадных орудий показан камнемёт. Миниатюра из хроники Иоанна Скилицы.

В апреле 971 года император Иоанн Цимисхий лично возглавил поход в Болгарию против не предпринявшего оборонительных мер Святослава. 10 апреля сухопутное войско беспрепятственно преодолело горные проходы и внезапно появилось у Преслава — столицы болгар — союзников Святослава. Одновременно с этим 300 судов византийского флота, вооружённые греческим огнём, направились в устье Дуная, чтобы отрезать русам путь к отступлению и помешать подходу подкреплений с левого берега реки.
Недостаток сил у Святослава и внезапность нападения византийцев привели к тому, что он не успел принять необходимые меры предосторожности. Он не занял балканские перевалы, оставил открытым устье Дуная, разделил своё войско, но даже таким образом не смог выделить достаточно сил для прикрытия Преслава. Так главные силы русов находились в Доростоле, а отряд под командованием Сфенкела был расположен в Преславе (там же находился и болгарский царь Борис II).

### Бой у Преслава
На рассвете 13 апреля византийское войско, построившись «густыми рядами», начало подходить к Преславу. Русы успели выстроиться в боевой порядок, прикрывшись большими щитами до пят, и сами бросились на греков. Бой был упорным без явного преимущества сторон, пока император не приказал гвардии «бессмертных» атаковать левый фланг русов. Не выдержав напора бронированной конницы, русы отошли в крепость. На следующий день к грекам подошли осадные орудия, и они пошли на приступ Преслава. 14 апреля византийцы ворвались в город и захватили болгарского царя Бориса, а русы отступили в царский дворец с оградой. Греки подожгли его, выкуривая засевших там русов. Те вынуждены были выйти на открытое место, где греки окружили их и в упорной битве практически всех уничтожили. Однако, небольшой части войска под командованием воеводы Сфенкела удалось уйти к Доростолу где находился Святослав с основными силами.
После празднования Пасхи 17 апреля Иоанн Цимисхий двинулся к Доростолу, заняв по пути ряд болгарских городов, «которые отложились от русов и пристали к римлянам». 23 апреля византийское войско подошло к Доростолу, где находились главные силы Святослава с ладейным флотом.

## Силы сторон
Лев Диакон утверждает, что при переходе Балкан Цимисхий имел 15 тысяч гоплитов и 13 тысяч всадников, кроме того отборный отряд «бессмертных» и большой обоз с прочим войском, а у Святослава в походе в Болгарию было 60 тысяч человек. По его мнению под Доростолом у русов по-прежнему было 60 тысяч воинов.
По сообщению Скилицы Цимисхий захватил перевалы с отрядом в 5 тыс. пехоты и 4 тыс. всадников, а за ним последовало «остальное множество воинов».
По мнению Н. Шефова при Доростоле византийские войска составляли 40—45 тысяч человек, в том числе 15 тысяч конницы, а войска Святослава — около 20 тысяч человек.
Венгерские и печенежские союзники, по-видимому, к этому времени покинули Святослава и не успевали прийти к нему на помощь. Это подтверждает сообщение Скилицы о том, что Святослав в Доростоле не надеялся «ни на какую помощь», что «собственная их страна находилась очень далеко, а соседние варварские народы, боясь ромеев, не соглашались помочь им» и повесть временных лет: «А Руска земля далеча, а печенези с нами ратьни, а кто ны поможеть?»

## Оборона Доростола

### Первый бой (23 апреля)

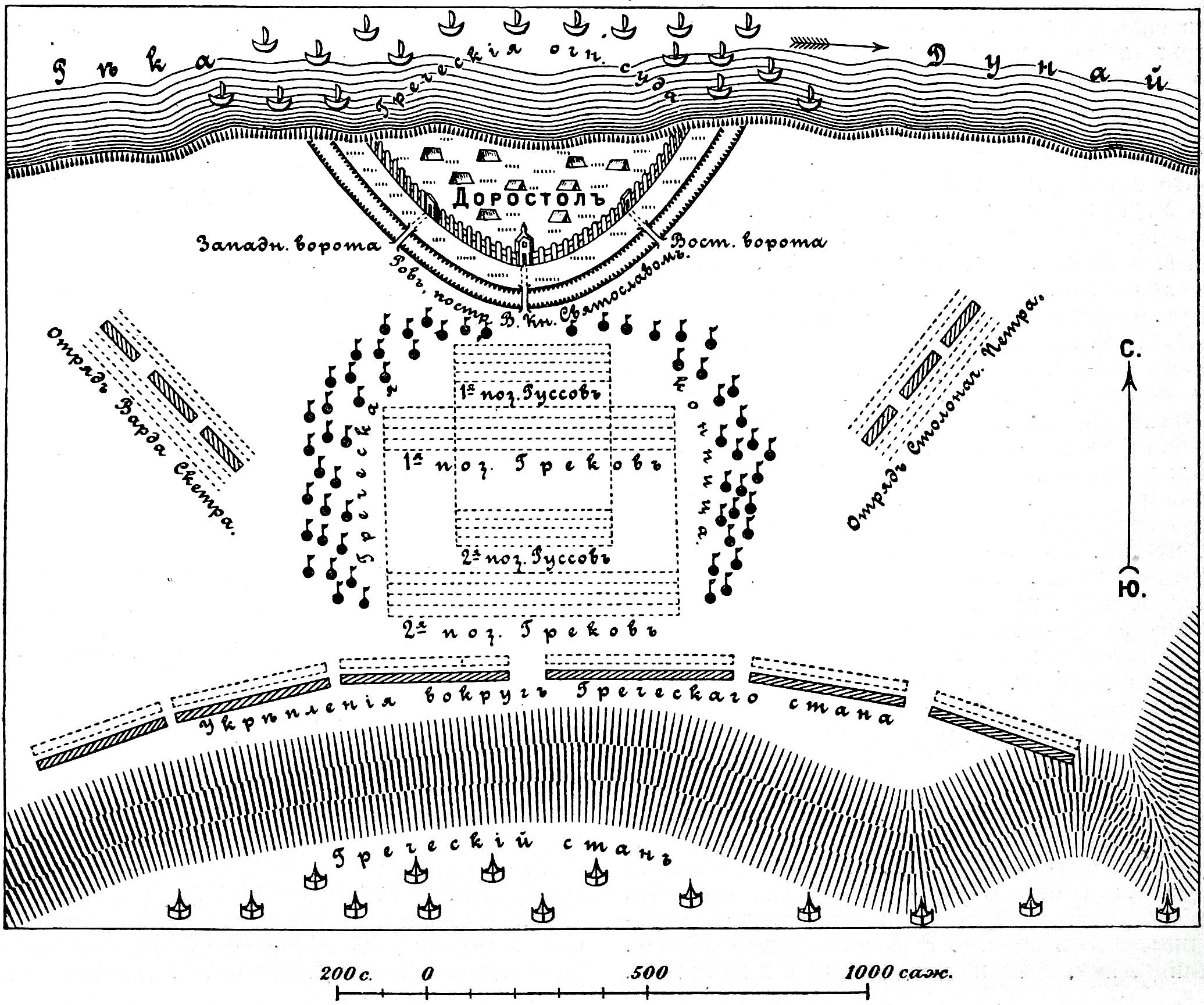
Оборона Доростола
(карта из статьи «Доростол»
«Военная энциклопедия Сытина»)

23 апреля состоялся первый бой, начавшийся после нападения засады русов на небольшой передовой отряд византийцев. Они уничтожили этот отряд, но и сами погибли.
Русы ожидали основные силы византийцев на ближних подступах к Доростолу, «сомкнув щиты и копья, наподобие стены» (см. боевой порядок «стена»). Боевой порядок византийского войска состоял из двух линий: в первой линии в центре стояла пехота, а по флангам конные латники, составлявшие два крыла; во второй линии построились непрерывно стреляющие лучники и пращники. В упорном бою русы отразили 12 атак византийцев. Вечером Цимихсий, собрав всю свою конницу, бросил её против истощенных русов, что вынудило их укрыться за стенами Доростола.
24 апреля византийцы возвели укрепленный лагерь под Доростолом, на небольшой возвышенности установили шатры, выкопали вокруг глубокий ров и насыпали земляной вал, на котором воткнули в землю копья и на них повесили щиты.
25 апреля (по другим данным 28 апреля) со стороны Дуная к Доростолу подошёл византийский флот и блокировал город. Святослав приказал вытащить свои ладьи на берег, чтобы их не сжег враг. В тот же день Цимисхий подступил к городу, но русы не вышли в поле, а только со стен и из башен бросали в противника камни и метали стрелы. Вскоре византийцы возвратились в лагерь. К вечеру дружина Святослава в конном строю выступила из города, но Цимисхий не решился атаковать дружину Святослава, и она возвратилась в Доростол.

### Второй бой (26 апреля)
26 апреля произошёл второй бой под Доростолом. Войско Святослава вышло в поле и выстроилось в пешем строю в своих кольчужных бронях и шлемах, сомкнув длинные, до самых ног, щиты и выставив копья. Византийцы атаковали русов, после чего завязался упорный бой, в котором погиб воевода Сфенкел. По сообщению византийского историка Кедрина, русы сохранили за собой поле боя и оставались там всю ночь с 26 на 27 апреля. На утро бой возобновился. К полудню Цимисхий направил в тыл русам отряд. Опасаясь оказаться отрезанной от города, дружина Святослава отступила за крепостные стены.

### Осада Доростола
В ночь на 29 апреля русы вырыли вокруг Доростола глубокий ров, чтобы осаждающие не могли близко подойти к крепостной стене и установить осадные машины.
В ту же ночь, воспользовавшись темнотой, русы на ладьях провели первую большую вылазку за продовольствием. Возвращаясь обратно с добычей, они заметили на берегу Дуная отряд византийцев, поивших в Дунае коней и собиравших на берегу дрова. Русы атаковали византийцев и разогнали их.
В тот же день византийцы перекопали глубокими рвами все дороги в город и усилили дозоры. В течение последующих трёх месяцев русы не выходили из города, а византийцы с помощью стенобитных и метательных орудий разрушали крепостные стены и убивали его защитников.
В городе начался голод, болгары стали переходить на сторону византийцев. Святослав, понимая, что если все они перейдут на сторону Цимисхия, то дела его кончатся плохо, был вынужден начать репрессии — он казнил в Доростоле около 300 «знаменитых родом и богатством мисян», остальных же заключил в темницу.
Иоанн Цимисхий не был заинтересован в длительной осаде, так как в его отсутствие в Константинополе уже случилась неудачная попытка переворота. Чтобы ускорить дело, он, по словам Скилицы, предложил Святославу решить войну поединком между ними:

«Тот не принял вызова и добавил издевательские слова, что он, мол, лучше врага понимает свою пользу, а если император не желает более жить, то есть десятки тысяч других путей к смерти; пусть он и изберет, какой захочет».

Видя, что ситуация ухудшается, 19 июля Святослав организовал большую вылазку с целью уничтожения осадных и стенобитных машин противника. Неожиданно, после обеда, когда византийцы не ждали атаки, отряд русов напал на противника и сжег все осадные сооружения, убив начальника осадных машин.

### Третий бой (20 июля)

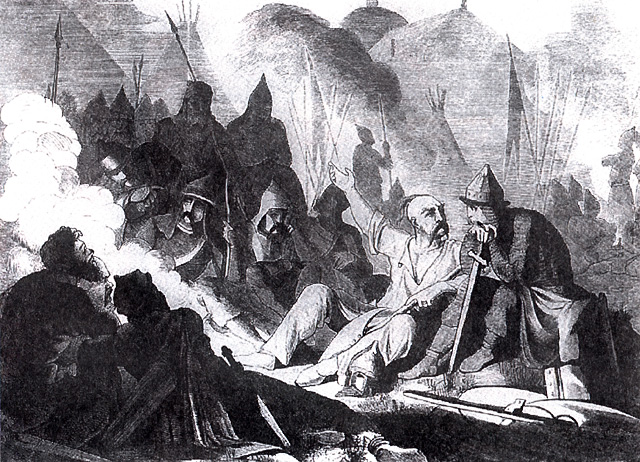
Б. А. Чориков. Военный совет Святослава

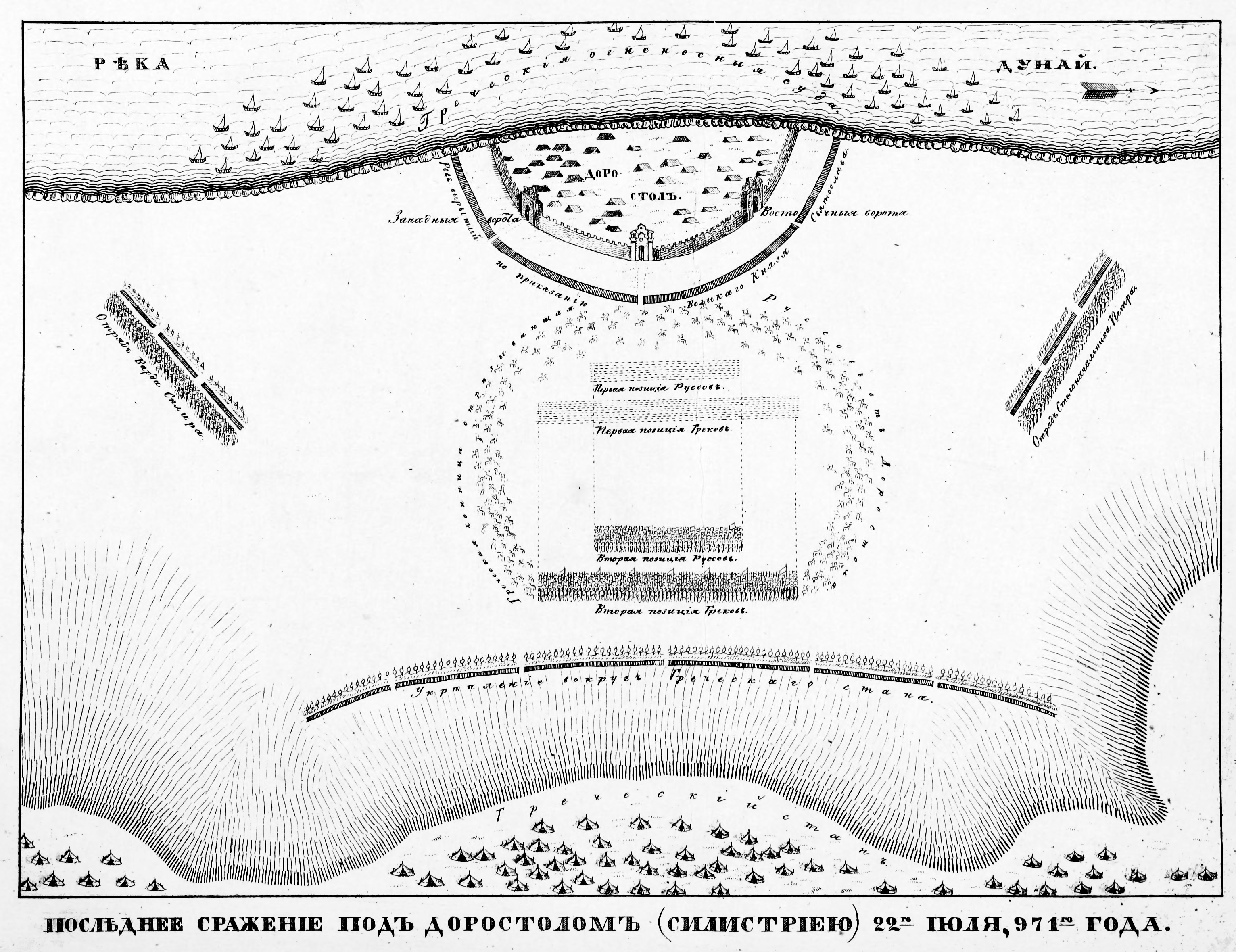
Оборона Доростола (21-22 июля 971 год)

Этот успех воодушевил Святослава. 20 июля русы вышли из города и выстроились для боя. Византийцы выстроились «густой фалангой». Русы успешно отражали атаки византийцев, но во время одной из них русский воевода Икмор был обезглавлен Анемасом, телохранителем императора Иоанна Цимисхия, после чего дружина «закинула щиты за спину» и отступила к городу. Среди тел оставленных на поле боя убитых воинов византийцы нашли тела женщин, вероятно, болгарских жительниц Доростола.
На собранном 21 июля Святославом военном совете (коменте) мнения разделились — часть предлагала в тёмную ночь на ладьях прорываться из города, другая часть советовала начать мирные переговоры. Тогда Святослав произнёс речь, приводимую Львом Диаконом:

«Погибнет слава, сопутница русского оружия, без труда побеждавшего соседних народов и, без пролития крови, покорявшего целые страны, если мы теперь постыдно уступим римлянам. И так с храбростью предков наших и с тою мыслью, что русская сила была до сего времени непобедима, сразимся мужественно за жизнь нашу. У нас нет обычая бегством спасаться в отечество, но или жить победителями или, совершившим знаменитые подвиги, умереть со славою»

Выслушав своего князя, дружина решила сражаться.

### Четвёртый бой (22 июля)
Утром 22 июля русы вышли из Доростола и Святослав приказал запереть городские стены, чтобы ни у кого не возникло мысли об отступлении. Бой начался с атаки русами византийских позиций. В упорном бою к полудню византийцы начали отступать под напором русов. Тогда Цимисхий ввёл в бой свежий отряд всадников, атаку которых возглавил он лично. Это позволило передохнуть уставшим византийцам. Они перешли в атаку, но были отбиты русами.

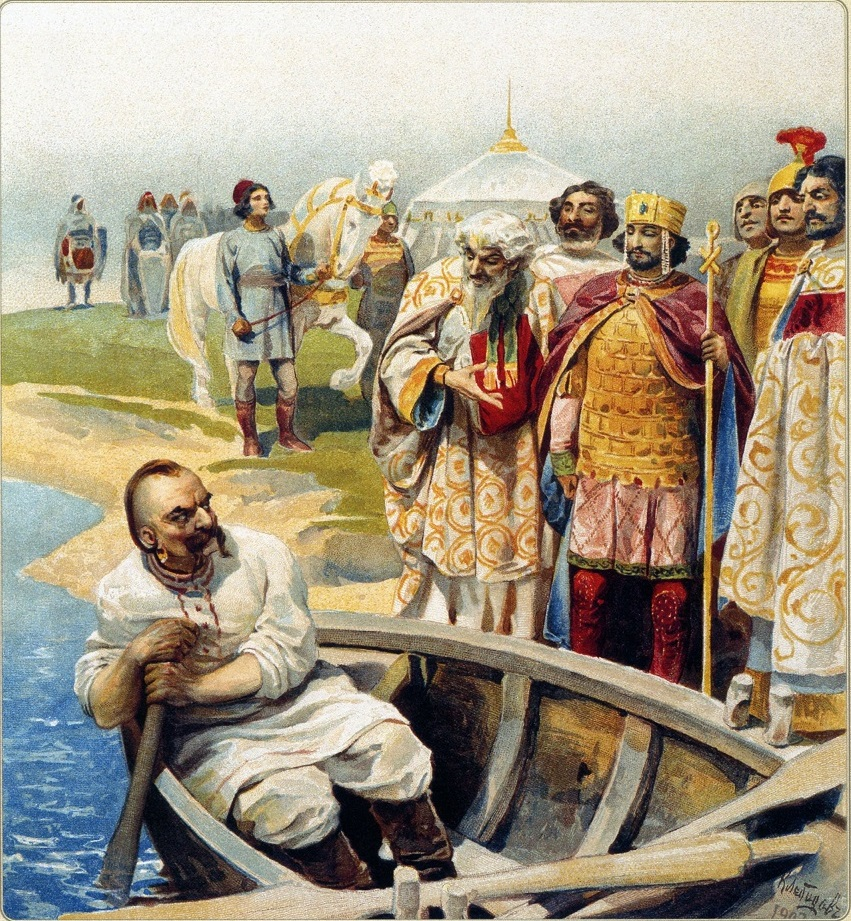
Клавдий Лебедев. Святослав встречается с Цимисхием

Тогда Цимисхий разделил своё войско на две части. Один отряд, под командованием патрикия Романа и столоначальника Петра, вступив в бой, начал отступать, заманивая дружину русов на открытую равнину в стороне от города. В это время второй отряд под командованием Варды Склира атаковал русов с тыла. Начавшаяся в это время буря понесла тучи песка в глаза русов. Храбро сражаясь, отбивая постоянные атаки византийцев, русские смогли прорваться в Доростол и укрыться за его стенами.

## Потери
Лев Диакон сообщает, что у русов в этом бою было 15 тысяч убитых, византийцы взяли 20 тысяч щитов и множество мечей, византийцы же имели якобы только 350 человек убитыми и «множество раненых». Есть сомнения, что эти данные верны.

## Последствия боя
На следующий день Святослав предложил Цимисхию начать переговоры. Император охотно принял это предложение. На берегу Дуная состоялось свидание Святослава с Цимисхием. Святослав обязался не воевать с Византией и помогать ей при нападении на неё извне, а Цимисхий должен был беспрепятственно пропустить ладьи русов и выдать на дорогу по две меры хлеба каждому воину. Лев Диакон сообщает, что получивших хлеб было 22 тысяч человек. После этого рать Святослава ушла на Русь, о чём болгары, недовольные заключением мира, сообщили печенегам. Византия послала посольство к печенегам, которое, по Иоанну Скилице, должно было способствовать свободному проходу Святослава на Русь. По пути в Киев князь Святослав был убит печенегами.
В Летописи довольно подробно описаны данные события: Святослав I, приняв дары, стал совещаться со своей дружиной, говоря так: «Если мы не заключим мир с цесарем и он узнает, как мало нас осталось, то, придут снова, обступят они нас в городе. А Киевская земля далеко и печенеги с нами враги — то кто нам поможет? Заключим же мир с цесарю, потому что он же согласился нам на дань, — и этого пусть будет довольно нам. Если он перестанет нам сдавать дань, то снова, собравши воинов больше даже чем было у нас сначала, придем к Цесареграду». Речь Святослава была по душе дружине, и они послали лучших мужей к цесарю. Придя к императорскому владению, они на второй день были приняты Иоанном I Цимисхием. Он сказал: «Пусть говорят послы русов». Тогда послы сказали: "Так говорит князь наш: «Хочу я иметь истинную дружбу с цесарем греческим на все грядущие времена». Император велел писарю писать на хартию все речи Святославовы. И начали говорить послы, и их слова записал писарь. На страницах Летописи сохранился текст договора великого князя с византийским императором.
«Согласно второму соглашению, которое состоялось при Святославе великом, князе киевском, и при Свенельде, писано при Феофилове Синкели от Иоанна, прозванного Цимисхием, цесаря греческого, в Доростоле, месяца июля в год 971.
Я, Святослав, великий князь киевский, как клялся, так и утверждаю настоящим договором присягу свою, что хочу вместе с русами, которые подо мной, боярами и другими людьми, иметь мир и крепкую дружбу с большим цесарем греческим и с Василием, и с Константином, и с другими боговдохновенными цесарями, и со всеми людьми вашими до во веки веков.
Никогда я не буду посягать на землю вашу, не собирать людей против неё, ни приводить другой народ на землю вашу, ни на другие края, которые находятся под властью греческой, ни на волость Корсунскую и на города её, сколько их есть, ни на землю болгарскую.
А если другой кто-нибудь посягнет на землю вашу, то я буду противником ему и буду биться с ним.
Как и клялся я цесарям греческим, а со мной бояре и русы, будем мы соблюдать предыдущие договора. Если же мы не соблюдем чего из того, что было сказано раньше, то я и все, кто со мной и подо мной, пусть будем проклятые богом, кто в какого верует — у Перуна и Волоса, бога скота, своим оружием пусть мы посеченные будем и пусть мы умрем. Вы же имейте это за истину, которую ныне совершил я вам и написал на хартии этой, а мы своими печатями запечатали».
Нестор Летописец «Повесть временных лет»
В конце июля 971 года византийский император Иоанн I Цимисхий встретился с великим киевским князем Святославом. Встреча состоялась на берегу Дуная после подписания мирного договора, о чём подробно рассказал Лев Дьякон.
«Покрытый позолоченным снаряжением император подъехал верхом к берегу Истру (Дунаю), ведя за собой многочисленный отряд вооруженных всадников, которые блистали золотом. Святослав прибыл по реке на лодке. Он сидел на веслах и греб вместе со своими воинами, ничем не отличаясь от них. Выглядел великий князь так: среднего роста, ни слишком высокий, ни слишком мал, с густыми бровями, голубыми глазами, ровным носом, бритой головой и с густыми длинными усами. Глава у него была совсем голая и лишь на одном её боку висела прядь волос, который означал знатность рода. У него была крепкая шея и широкие плечи, а все телосложение довольно стройное. Он выглядел пасмурным и суровым. В одном ухе у него висела золотая сережка, украшенная двумя жемчужинами с рубином, вставленным между ними. Одежда на нем была белая, и ничем кроме чистоты, не отличалась от одежды других. Сидя в лодке на лавке для гребцов, великий князь немного поговорил с царем об условиях мира и отчалил. Так закончилась война ромеев со скифами.»
Лев Диакон «История»